# Chionaema propinqua
Chionaema propinqua là một loài bướm đêm thuộc phân họ Arctiinae, họ Erebidae.